# トム・ウォーキンショー
トム・ウォーキンショー（Tom Walkinshaw 、1946年11月17日 - 2010年12月12日）は、スコットランド・ミッドロージアン生まれの元レーシングドライバー、実業家。日本ではレーシングチームのオーナー・マネージャーとして知られている。

## 経歴

### ドライバー活動
1968年にレースを始め、フォーミュラ・フォード1600を経て1970年よりイギリスF3選手権に参戦を開始。その後F2やF5000、イギリスツーリングカー選手権（BTCC）などに参戦した。
また、日本のメーカーではマツダとのつながりが深く、1979年のデイトナ24時間レース、1981年のスパ・フランコルシャン24時間レース、1981、82年のル・マン24時間レースのいずれもマツダ・RX-7で参戦している。デイトナでは77号車のドライバーとして参戦したが、もう一台のRX-7の７号車はGTU優勝を果たし、その後の7年連続GTU優勝の足掛かりとなった。スパでは1970年に惜しくも敗れたマツダ・ファミリアロータリークーペ（R100）の仇を取るかたちで日本車初の総合優勝を成し遂げた。1981年のル・マン参戦時には生沢徹とコンビを組んでいる。

### チーム・マネージャーとしての活動
1975年に自らのレーシングチームとしてトム・ウォーキンショー・レーシング（TWR）を設立し、しばらくドライバー兼チームマネージャーとして活動した。このほか、フランス製「GPAヘルメット」のイギリスにおける代理店業のビジネスもしていた。
1979年のル・マン24時間レースで惨敗したマツダのレース監督大橋孝至は、充分なノウハウを持っている現地のレース関係者と組むことを考え、当時イギリス・サルーン・カー・レースやスパ・フランコルシャン24時間レースにマツダ・RX-7で参戦していたトム・ウォーキンショーを誘った。当時TWRは100名程の人員を持っていたという。ウォーキンショーはマツダとの提携を「興味がない」として当初断ったが、大橋は会うたびに共同参戦を提案し続け、結局1981年の初めに承諾した。1981年のル・マン24時間レース、1982年のル・マン24時間レースにはドライバー兼チームマネージャーとして参戦した。また、1981年のスパ・フランコルシャン24時間レースにてマツダ・RX-7をBMWとの激闘の末、日本車初の総合優勝へと導いた。
1984年にはTWRからジャガー・XJ-Sでヨーロッパツーリングカー選手権（ETCC）に参戦しシリーズチャンピオンを獲得、同年のマカオグランプリではギア・レース（ツーリングカーレース）で勝利を挙げた。ちょうどこの頃グループ44がジャガー・XJR-5でル・マン24時間レースに参戦しジャガー社内でル・マン24時間レースへの盛り上がりを見せた。当時の会長だったジョン・イーガンに呼ばれたウォーキンショーは「私に3年の猶予を下さい。必ずル・マンを制覇してみせます」と答え、TWRはジャガーのワークス・チームとなってグループCカーのジャガー・XJR-6を開発した。
こうして1980年代後半はTWRのチーム・マネージャーとしての活動がメインとなり、XJR-9やXJR-12、XJR-14といったマシンで世界スポーツプロトタイプカー選手権（WSPC）やその後継カテゴリーであるスポーツカー世界選手権（SWC）に参戦。1988年のル・マン24時間レースをXJR-9で制するなど多くのタイトルを獲得した。
1991年7月より、F1チームのベネトン・フォーミュラのエンジニアリングディレクターに招かれ、1994年には同チームに所属するミハエル・シューマッハがシリーズチャンピオンを獲得するのに貢献した。しかし同年にはベネトンが国際自動車連盟（FIA）から、当時レギュレーションで禁止されていたトラクションコントロールシステムを導入の他、いくつかのレギュレーション違反の疑いをかけられてしまう。結局この件は証拠不充分で終わったが、ウォーキンショーは同年末にベネトンを離脱した。
ちょうどその頃、当時ベネトンで一緒に仕事をしていたフラビオ・ブリアトーレがルノーエンジンの使用権欲しさにリジェを買収したことから、1995年にリジェの株式の50%を購入しブリアトーレとともにリジェの共同オーナーに就任した。ウォーキンショーは当初リジェの完全買収を狙っていたが諸事情によりそれは果たせず、代わりに1996年に完全買収が可能だったアロウズの株式を買収し、アロウズのオーナーとなった。それに伴い、不要となったリジェの株式は同年末にアラン・プロストに売却した。この間、1997年よりF1へとタイヤ供給を開始するブリヂストンのMS部門責任者・安川ひろしとウォーキンショウが旧知であったことから、ブリヂストンのF1タイヤ開発にTWRが協力。リジェ・アロウズ双方の立場でテストへのスタッフ派遣などを行なった。
一方でスポーツカーレースでのTWRの活動も継続しており、1992年のル・マン24時間レースにはマツダ・MX-R01で、1995年のル・マン24時間レースにはポルシェ・WSC95で参戦。1997年のル・マン24時間レース、1998年のル・マン24時間レースには日産自動車（ニスモ）と組んで日産・R390で参戦した。またオーストラリアのレースカテゴリーであるV8スーパーカーに参戦するホールデンチームの運営にも関わっていたほか、ツーリングカー分野でも1994年よりボルボと組んでBTCCに参戦、1998年には同チームから参戦したリカルド・リデルがBTCCのシリーズチャンピオンを獲得している。
しかしアロウズのF1での成績は振るわず、スポンサー獲得に苦しむようになり、2002年には経営難に陥ってF1から撤退し、TWR自体も倒産してしまった。このため一時ウォーキンショーはモータースポーツ界から離れることになるが、2006年にはV8スーパーカーのホールデンチームの運営に復帰したほか、同年にはオーストラリアのスポーツカーメーカーである「エルフィン」（Elfin Sports Cars ）を買収し、引き続きモータースポーツ界で活動を続けた。
2010年12月12日、肺癌のため死去。64歳没。

## レース戦績

### ル・マン24時間レース
| 年     | チーム                           | コ・ドライバー                          | 使用車両     | クラス   | 周回 | 総合順位 | クラス順位 |
| ------ | -------------------------------- | --------------------------------------- | ------------ | -------- | ---- | -------- | ---------- |
| 1976年 | ヘルメタイト プロダクション Ltd. | ジョン・フィッツパトリック              | BMW・3.5CSL  | Gr.5     | 17   | DNF      | DNF        |
| 1977年 | ルイージ・レーシング             | エディ・ジューセン クロード・デ・ワール | BMW・3.0CSL  | IMSA     | 45   | DNF      | DNF        |
| 1981年 | マツダスピード株式会社           | 生沢徹 ピート・ロヴェット               | マツダ・RX-7 | IMSA GTO | 107  | DNF      | DNF        |
| 1982年 | マツダスピード株式会社           | チャック・ニコルソン ピート・ロヴェット | マツダ・RX-7 | IMSA GTX | 180  | DNF      | DNF        |

## 評価
日本においては、1995年にリジェと契約した鈴木亜久里の扱いを巡るトラブルなどが知られている。また1997年のシーズンオフに、当時アロウズにエンジンを供給していたヤマハ発動機に対し、ウォーキンショーが傘下に収めていたハートエンジンへの出資を迫ったことが原因でヤマハのF1撤退を招き、ヤマハを失ったアロウズはこの以降低迷することになる。他にもフランク・ダーニーやジョン・バーナードなど関係者からの評判は芳しくないものもあった。
その反面、F1参戦のためのタイヤ開発を継続していたブリヂストンがテスト用のF1マシンを必要とした際にリジェ・JS41を提供したり、「できることなら現役のF1マシンでテストがしたい」というブリヂストンの要望に、当時アロウズでグッドイヤーを履いて参戦中だったにもかかわらず、グッドイヤーと交渉し許可を得たうえで現役参戦中のアロウズ・A17とドライバーのヨス・フェルスタッペン、アロウズのチームスタッフによるタイヤテストをヨーロッパ各地で実施するなど、ブリヂストンのタイヤ技術開発に大きく貢献している。アロウズとして1997年の契約をデイモン・ヒルと締結した後には、ウォーキンショーの計らいにより開発ドライバーとしての能力が高かったヒルをブリヂストンのタイヤテストにも参加させた。これらの経緯からブリヂストンの安川ひろしは「ウォーキンショーがいなければブリヂストンは今こうしてF1を戦っていない」と後に述べている。また、1995年にリジェのシートシェア問題の当事者だった鈴木亜久里も「ウォーキンショー好きですよ。彼と知り合ってF1のビジネスのやり方が勉強になった。あいつのやり方はおもしろい（笑）」と好意的に話している。
また1991年のル・マン24時間レースで優勝しル・マン優勝者は翌年にも参戦する決まりであったため、1992年にSWC規定のマシンが必要だったマツダにジャガー・XJR-14を供給したり、日産とともにル・マンに参戦し日産・R390で1998年日産にとっての最高成績である3位表彰台獲得に貢献するなど、モータースポーツにおける日本メーカーの活躍に多大な影響を与えた。WSPC・SWCにおける「常勝ジャガー」の礎を築いたほか、当時はまだ若手エンジニアの一人に過ぎなかったロス・ブラウンを発掘したこと、またBTCCにおけるボルボの活躍などもあり、強いチームを作れるマネージャーとして高い評価をする関係者もいる。
ウォーキンショーと意見の相違からアロウズを離脱したフランク・ダーニーに対し、中途離脱にもかかわらず契約金の満額を払っていた。

## 家族
息子のショーン・ウォーキンショーもレーシングドライバーの道に進み、2017年からはSUPER GT・GT300クラスにARTA BMW M6 GT3で参戦している。またかつてのTWRの一部を継承した「ショーン・ウォーキンショー・レーシング」のチームオーナーでもある。